# 川崎氏病
川崎氏病（Kawasaki disease）又稱川崎病、黏膜皮膚淋巴腺综合征（mucocutaneous lymph node syndrome），是一种以急性、自限性全身广泛的中小血管炎为特点的自身免疫性疾病。
最常見的症狀為無法用常規藥物治療的發燒五天以上、頸部非化脓性淋巴結腫大、紅眼（球结膜充血）、生殖器部位、嘴唇、手掌或腳底長出皮疹，其他症狀則有喉嚨痛和腹瀉。症狀出現後三週內，手腳皮膚可能會剝落，之後就會康復了。但可能在1-2年後，少数兒童发展为严重的心脏病，如形成冠狀動脈瘤，是儿童后天性心脏病的主要病因。
病因目前尚不明朗，可能是感染引發了遺傳易感者的自體免疫反應。川崎氏病不會在人與人之間傳染。診斷通常是基於體徵和症狀判定，其他測試如心臟超音波檢查和血液檢查或許也能做為診斷輔助。類似症狀的疾病則有猩紅熱和青少年類風濕性關節炎。
通常早期治療為高劑量的阿司匹靈和免疫球蛋白，患者接受治療後，約在24小時內退燒並完全康復。如果進犯冠狀動脈，有些病例會需要持續接受治療或手術。如果不接受治療，冠狀動脈問題的發生率高達25%，死亡率約為1%。若患者接受治療，死亡風險為0.17%。
川崎氏症是一種兒科罕見病，每10萬名5歲以下人口中，僅會出現8至67位患者；但在日本，每10萬人中就有124位患者。患者幾乎都在五歲以內；男孩較女孩容易罹患此症。1967年，日本小兒科醫師川崎富作率先提報此病，故依此命名為川崎氏病。

## 流行病學
此病好發於五歲以下儿童，以6個月至一歲的嬰兒比例最高，男性患病機率多於女性， 比例約1.3～1.5：1

## 臨床症狀
- 發燒超過五天。
- 雙眼巩膜充血，但無分泌物。
- 口腔黏膜，嘴唇鮮紅乾裂出血，舌頭表面有草莓舌變化。
- 手掌及足部紅腫。
- 非化膿性單側頸部淋巴腺腫大。
- 身體軀幹出現多型性紅斑。
- 卡介苗接種處紅腫。
- 頭部會微歪

## 病因
川崎氏病的病因依舊未明，但許多科學家懷疑這可能是一種特殊的病毒感染導致。目前傾向於把它當成是一種與免疫系統有關的疾病。

## 治療
因為病因未明瞭，所以此病沒有針對病原的特殊療法。急性期常合併使用靜脈注射高劑量免疫球蛋白與高劑量阿司匹林（Aspirin）（60-100 mg/kg/day），退燒後改使用低劑量的阿司匹林（3-5 mg/kg/day）。如已併發冠狀動脈瘤形成的病患，則需要繼續長期追蹤治療。

## 外部連結
- （英文）Kawasaki Disease Foundation
- （英文）Kawasaki Disease Canada （页面存档备份，存于）
- （英文）Kawasaki Disease information （页面存档备份，存于） from Seattle Children's Hospital Heart Center